# Carreteras de Chile

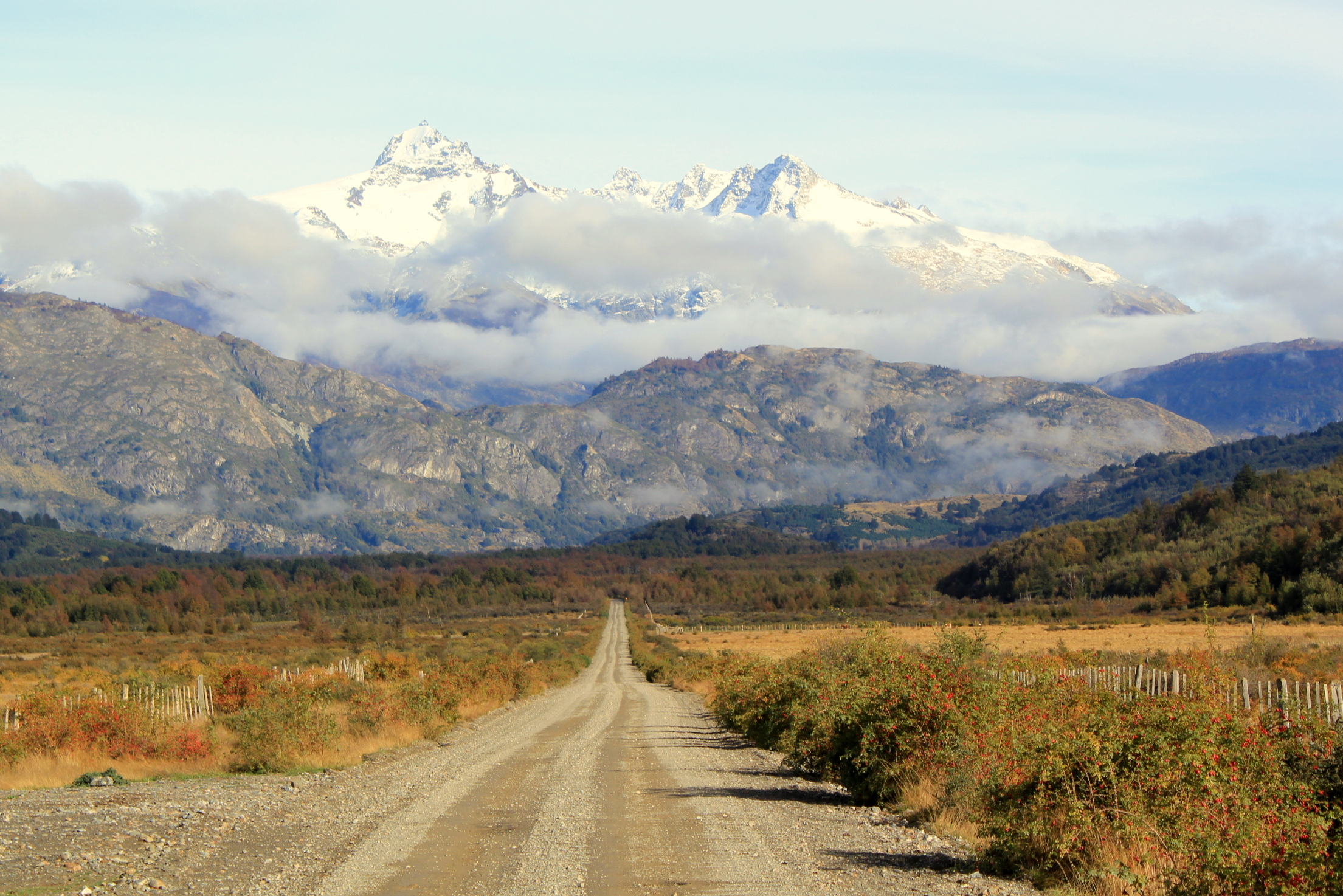
La Carretera Austral es una ruta longitudinal en el extremo sur del país y que recorre gran parte de la Patagonia chilena.

La red vial de Chile corresponde a los caminos 
y rutas de jurisdicción nacional. En diciembre de 2016, esta red estaba compuesta por un total de 82 133,78 km, de los cuales 20 319,39 están pavimentados, 12 843,39 presentan solución básica como bischofita (sal de magnesio usada para compactar caminos en el norte de Chile), 32 836,87 son de ripio y 16 134,13 son de tierra. Su jurisdicción corresponde a la Dirección de Vialidad del Ministerio de Obras Públicas.
Esta extensa red abarca todo el país, permitiendo llegar en automóvil a distintos lugares.

## Rutas y carreteras

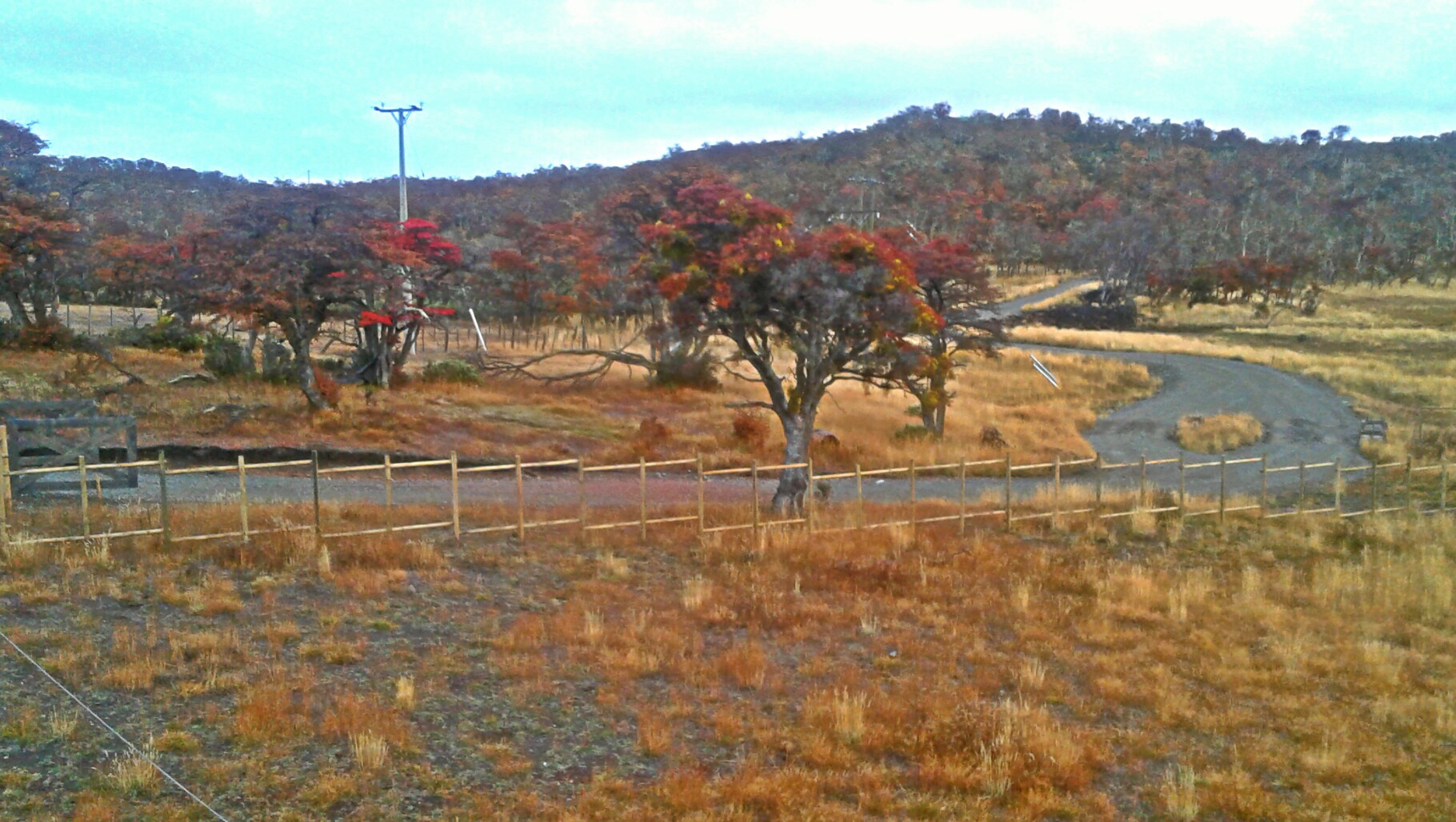
Carretera rural cerca de Punta Arenas.

Existen 4 carreteras denominadas longitudinales, ya que se extiende a largos trazados, permitiendo llegar a cualquier destino. Entre ellas están la ruta 5 Panamericana, que es una ruta longitudinal que se extiende desde el límite con Perú y Arica, en el extremo norte de Chile, hasta Quellón, al sur del país, en el archipiélago de Chiloé, atravesando las ciudades más importantes del territorio. Es una vía de comunicación rápida y segura, con variados servicios en distintos puntos de la carretera.
La carretera Austral (o ruta 7), con algunos tramos todavía en construcción, se extiende desde Puerto Montt hasta Villa O'Higgins, aunque hay proyectos para extenderla hasta la ciudad de Punta Arenas. En la actualidad, por las condiciones topográficas, parte de este trayecto se hace por territorio argentino, pero cuando esté finalizada la carretera recorrerá más de 1000 kilómetros pasando por paisajes patagónicos de singular belleza, siendo uno de los más hermosos parajes del mundo.
Cabe destacar que en Chile se conduce por la derecha y es obligatorio el cinturón de seguridad. La velocidad máxima permitida en zona urbana es de 50 km/h, en autopistas es de 100 km/h y 80 km/h (en zonas señalizadas), y en carreteras el límite es de 100 km/h a 120 km/h. A su vez, el tránsito es controlado principalmente por Carabineros de Chile con radares.
El 1 de junio del 2007, entró en vigencia el decreto del Ministerio de Transportes y Telecomunicaciones que establece el uso de luces de circulación diurnas encendidas en los vehículos motorizados. Esto, en rutas interurbanas e incluso cuando éstas atraviesen zonas urbanas. Si no se cuenta con dichas luces, se deben encender las bajas.

### Autopista
| Países de América Latina según la longitud de sus carreteras y su superficie territorial | Países de América Latina según la longitud de sus carreteras y su superficie territorial | Países de América Latina según la longitud de sus carreteras y su superficie territorial | Países de América Latina según la longitud de sus carreteras y su superficie territorial |
| Puesto                                                                                   | País                                                                                     | Kilómetros de Caminos                                                                    | Superficie del País                                                                      |
| ---------------------------------------------------------------------------------------- | ---------------------------------------------------------------------------------------- | ---------------------------------------------------------------------------------------- | ---------------------------------------------------------------------------------------- |
| 1°                                                                                       | Brasil                                                                                   | 1 700 000 kilómetros                                                                     | 8 514 877 km²                                                                            |
| 2°                                                                                       | Argentina                                                                                | 436 825 kilómetros                                                                       | 2 792 600 km²                                                                            |
| 3°                                                                                       | México                                                                                   | 398 148 kilómetros                                                                       | 1 964 375 km²                                                                            |
| 4°                                                                                       | Colombia                                                                                 | 206 500 kilómetros                                                                       | 1 141 748 km²                                                                            |
| 5°                                                                                       | Bolivia                                                                                  | 189 850 kilómetros                                                                       | 1 098 581 km²                                                                            |
| 6°                                                                                       | Perú                                                                                     | 140 672 kilómetros                                                                       | 1 285 216 km²                                                                            |
| 7°                                                                                       | Venezuela                                                                                | 96 189 kilómetros                                                                        | 916 445 km²                                                                              |
| 8°                                                                                       | Chile                                                                                    | 82 133 kilómetros                                                                        | 755 934 km²                                                                              |
| 9°                                                                                       | Uruguay                                                                                  | 77 732 kilómetros                                                                        | 176 215 km²                                                                              |
| 10°                                                                                      | Paraguay                                                                                 | 74 676 kilómetros                                                                        | 406 750 km²                                                                              |
| 11°                                                                                      | Cuba                                                                                     | 60 000 kilómetros                                                                        | 110 860 km²                                                                              |
| 12°                                                                                      | Ecuador                                                                                  | 43 216 kilómetros                                                                        | 283 561 km²                                                                              |
| 13°                                                                                      | Nicaragua                                                                                | 23 897 kilómetros                                                                        | 121 430 km²                                                                              |
| 14°                                                                                      | Jamaica                                                                                  | 22 121 kilómetros                                                                        | 11 524 km²                                                                               |
| 15°                                                                                      | República Dominicana                                                                     | 19 705 kilómetros                                                                        | 48 762 km²                                                                               |
| 16°                                                                                      | Guatemala                                                                                | 17 621 kilómetros                                                                        | 108 990 km²                                                                              |
| 17°                                                                                      | Panamá                                                                                   | 16 366 kilómetros                                                                        | 78 260 km²                                                                               |
| 18°                                                                                      | Honduras                                                                                 | 14 742 kilómetros                                                                        | 112 492 km²                                                                              |
| 19°                                                                                      | El Salvador                                                                              | 9 012 kilómetros                                                                         | 21 481 km²                                                                               |
| 20°                                                                                      | Costa Rica                                                                               | 5 035 kilómetros                                                                         | 51 160 km²                                                                               |
| 21°                                                                                      | Haití                                                                                    | 4 266 kilómetros                                                                         | 27 850 km²                                                                               |

## Señalización en rutas
| Señalización | Ruta           | Tipo de ruta, variante con la división política administrativa de Chile |
|              | 5 Panamericana | Ruta nacional longitudinal                                              |
|              | 5 Panamericana | Ruta nacional longitudinal y autopista                                  |
|              | 11-CH          | Ruta nacional                                                           |
|              | 16             | Ruta nacional y autopista                                               |
|              | A-93           | Ruta regional primaria                                                  |
|              | B-400          | Ruta regional secundaria                                                |

## Navegación en transbordadores y barcazas
Existen varias empresas y compañías navieras que ofrecen servicios desde Puerto Montt a la zona de Chiloé, incluyendo Chaitén y Quellón. También desde esta ciudad se puede ir a Puerto Chacabuco y recorrer la hermosa laguna San Rafael con sus glaciares o navegar hasta Puerto Natales, conociendo en el recorrido los parques nacionales y las reservas forestales que atesoran increíbles bellezas naturales.

## Pasos fronterizos y aduanas
Para ingresar a Chile no es necesario declarar en aduana los artículos personales y objetos específicos para el ejercicio profesional. Para objetos como filmadoras, equipos de video, pieles y similares se debe completar una «Solicitud de Internación Temporal» y presentarla a la Policía Internacional. Más allá de estos artículos señalados, el Servicio de Aduanas puede revisar y retener cualquier otra mercadería, imponiendo multas o penas privativas de la libertad, inclusive.

### Requisitos de entrada al país
Como requisito principal para ingresar al país, es imprescindible viajar con el pasaporte actualizado, a excepción de los ciudadanos de Argentina, Bolivia, Brasil, Uruguay y Paraguay que pueden presentar solamente sus cédulas de identidad vigentes. En la frontera, la Policía Internacional entregará a los viajeros una «Tarjeta de Turismo», documento intransferible y personal vigente por 90 días pero que puede ser prorrogado por igual período realizando un trámite en las oficinas de extranjería de las Intendencias Regionales. Esta tarjeta se entrega en migraciones al momento de dejar Chile.